# Jakob Buchli
Jakob Buchli (Coira, 4 marzo 1876 – Winterthur, 1º aprile 1945) è stato un ingegnere svizzero, progettista di locomotive.

## Biografia
Jakob Buchli nacque a Coira, in Svizzera, il 4 marzo 1876. Compiuti i suoi studi di ingegneria, iniziò a lavorare nel 1902 per la Schweizerische Lokomotiv- und Maschinenfabrik o SLM) di Winterthur; nel 1907 era a capo dell'ufficio progetti. Nel 1910 lasciò la SLM per la Brown, Boveri & Cie di Baden dove fu ingegnere capo della divisione trazione elettrica fino al 1924. Dal 1924 al 1930 tornò alla SLM come direttore del dipartimento costruzione di locomotive.
Tra i suoi più importanti progetti, (del 1918), vi è il sistema di trasmissione del moto, dai motori elettrici agli assi delle locomotive, che da lui prende nome.
Morì a Winterthur il 1º aprile del 1945.